# 共和镇 (齐齐哈尔市)
共和镇是中国黑龙江省齐齐哈尔市梅里斯达斡尔族区下辖的一个镇，1954年划入齐齐哈尔市，1956年置共和乡，1958年并属中华公社，1961年析置共和公社，1984年改乡，1990年建镇，301国道过境。